# The Soft Machine (Ozark Henry)
The Soft Machine è il quinto album in studio del cantautore belga Ozark Henry, pubblicato nel 2006.

## Tracce
1. These Days – 3:32
2. Christine – 3:38
3. We Were Never Alone – 3:46
4. Splinter – 4:18
5. Play Politics – 3:28
6. Weekenders – 4:03
7. Echo as Metaphor – 2:50
8. Cincinnati – 3:54
9. Morpheus – 3:46
10. Sun Dance – 3:37
11. Le Temps Qui Reste – 3:37
12. Jailbird – 3:56